# Bernard II de Bade
Pour les articles homonymes, voir Bernard II.
Bernard II de Bade parfois nommé Bernard III de Bade (Baden-Baden 1428 -  Moncalieri 15 juillet 1458) est le deuxième fils du margrave Jacques Ier de Bade et de son épouse Catherine de Lorraine. 
Il est né à la fin de la deuxième décennie du XVe siècle au château de Hohenbaden à Baden-Baden. Sa date de naissance exacte n’est pas connue. Sa piété et son souci des pauvres sont exemplaires. Il est reconnu bienheureux par l'Église catholique. Le procès en vue de son éventuelle canonisation est ouvert par l'archevêque de Fribourg-en-Brisgau.

## Biographie
Bernard II de Bade grandit dans une famille où la religion tint une place importante. Son père, par exemple, est à l’origine de la construction du monastère de Fremersberg (aujourd'hui détruit) et de l’embellissement de la cathédrale de Baden-Baden.
Bernard II de Bade reçoit une excellente éducation pour le préparer à sa tâche de régnant. Il devait occuper différentes fonctions dans la marche du Nord et devenir margrave à Pforzheim, Eberstein et Besigheim.
Par son frère aîné Charles qui a épousé Catherine d'Autriche, sœur de Frédéric III, la famille des margraves est apparentée aux Habsbourg.
En 1452, Frédéric III est couronné empereur à Rome. Cette année-là, Bernard est envoyé à la cour pour apprendre les bonnes manières et recevoir une éducation de chevalier. Comme il se trouve être, malgré son jeune âge, le représentant de Frédéric III ; il transfère ses fonctions dans le margrave familial à son frère Charles.
Bernard est conscient des vicissitudes de son époque et cherche, de manière exemplaire, à atténuer la détresse et la misère en laissant une grande partie de ses revenus aux nécessiteux. De plus, il fait montre d’une très grande piété. Il impressionne déjà ses contemporains par son mode de vie.
À la suite de la prise de Constantinople par les Turcs en 1453, les Habsbourg projettent une croisade contre l’Empire ottoman. Bernard est envoyé dans les cours princières européennes pour les rallier à cette cause. Il meurt d'une épidémie pendant son voyage le 15 juillet 1458 à Moncalieri près de Turin en Italie du Nord. Bernard est vénéré dans cette région.

## Postérité
Sa tombe, dans l’église Sainte-Marie de Moncalieri, est rapidement devenue un lieu de pèlerinage pour les chrétiens croyants. De nombreuses guérisons miraculeuses ont lieu sur sa tombe à Moncalieri. Il a été élevé au rang de bienheureux le 16 septembre 1769 et est devenu le saint patron du pays de Bade où il fut particulièrement vénéré comme en Lorraine. Pour cette raison, le margrave Auguste-Georges de Bade-Bade fait édifier une fontaine dédiée à Bernard à Rastatt. Le 10 janvier 2011 l'archevêque de Fribourg-en-Brisgau a ouvert une demande en vue d'une canonisation par Rome.